# Griffith Institute
Le Griffith Institute est une institution fondée dans le musée Ashmolean de l'université d'Oxford pour la promotion de l'égyptologie en tant que discipline. Il a été nommé d'après l'éminent égyptologue Francis Llewellyn Griffith, qui a légué des fonds dans son testament à la fondation de l'Institut. Il a été inauguré le 21 janvier 1939.
L'institut abrite une collection égyptologique importante et unique, en conservant des copies du début des inscriptions, des dessins et des aquarelles, des vieux négatifs et des photographies. Parmi cela, les papiers de Sir Alan Henderson Gardiner et des professeurs Battiscombe George Gunn et Jaroslav Černý, des enregistrements effectués par Howard Carter lors de sa découverte du tombeau de Toutânkhamon en 1922, ainsi que la documentation des expéditions en Nubie de Griffith et Sir Henry Wellcome.
L'institut édite et publie le Topographical Bibliography of Ancient Egyptian Hieroglyphic Texts, Reliefs and Paintings, et est responsable d'un certain nombre de publications importantes dans le domaine de l'égyptologie, les plus connus étant l'Egyptian Grammar de Gardiner et A Concise Dictionary of Middle Egyptian de Faulkner.